# Русская антропологическая экспедиция (1955—1959)
Русская антропологическая экспедиция (1955—1959) — антропологическая экспедиция под руководством Бунака В. В. Целью экспедиции являлось изучение антропологических характеристик элементов, вошедших в состав русского народа. Проводилась в период с 1955 по 1959 годы.

## Ход проведения
Русская антропологическая экспедиция была организована Отделом антропологии Института этнографии АН СССР при участии НИИ и Музея антропологии МГУ. Научным руководителем экспедиции являлся антрополог Бунак В. В.
Целью экспедиции было поставлено изучение антропологических характеристик элементов, вошедших в состав русского народа, а также изучение путей его формирования. Исследования проводились в зоне расселения предков русского народа в XI—XIV веках. В эту зону были включены центральная часть Русской равнины между Верхней Волгой и Окой — Ростово-Суздальское княжество, область Московского, Рязанского, Смоленского, Тверского княжеств, область Великого Новгорода и Пскова с отдельными поселениями по Северной Двине, Вятке и Каме. Маршруты русской антропологической экспедиции разрабатывались согласно колонизационным потокам восточнославянских племен средневековья, впоследствии сформировавших русский этнос — вятичей, кривичей и словен новгородских.
В течение 1955—1959 годов были обследованы 17 тысяч человек обоих полов из 107 населённых пунктов.

## Научное значение
Значение Русской антропологической экспедиции трудно переоценить. Это было первое масштабное и подробное изучение антропологического облика русского народа, проведённое по единой методике. По результатам экспедиции была выпущена монография. Анализ результатов Русской антропологической экспедиции продолжается и сейчас, с применением новых методов, в частности, методов многомерной статистики. По результатам экспедиции уже в XXI веке были составлены композиционные портреты типичных представителей русского народа по географическим зонам. Антропологические данные также анализируются совместно с геногеографическими, полученными уже в наше время.